# Yang Gang
Yang Gang (en chino simplificado, 杨刚; pinyin, Yáng Gāng; Pingxiang, 1905 – Pekín, 7 de octubre de 1957), también conocida como Yang Bin (杨缤), fue una periodista, novelista y traductora china. Ganó prominencia informando para el influyente periódico Ta Kung Pao durante la segunda guerra sino-japonesa, y fue considerada una de las cuatro principales mujeres periodistas de China. Después de la victoria comunista en China, trabajó como secretaria del primer ministro Zhou Enlai y más tarde como editora en jefe adjunta del Diario del Pueblo. Se suicidó en octubre de 1957, después de verse obligada a denunciar a sus colegas durante el conocido como el movimiento antiderechista, aunque las razones exactas de su suicidio sigue sin estar claras.

## Biografía

### Infancia y juventud
Yang Gang nació en 1905 en la localidad de Pingxiang, en la provincia de Jiangxi, uno de los 11 hijos de una familia que procedía de la localidad de Xiantao en la provincia de Hubei. Su padre era un político de alto rango que se desempeñó como gobernador de las provincias de Jiangxi y Hubei. Su nombre al nacer era Yang Jizheng (杨季征).
En 1922, asistió a la escuela de niñas Baoling en Nanchang, una escuela dirigida por misioneros estadounidense. En 1927 ingresó en la Universidad de Yenching en Beijing, donde estudió literatura inglesa. En Pekín se unió al Partido Comunista de China y conoció a Zheng Kan (郑侃), estudiante de la Universidad de Pekín. Después de graduarse de la universidad, se casó con Zheng Kan y dio a luz a una hija, Zheng Guangdi. Dejó el Partido Comunista debido a una disputa con su superior, pero continuó participando en actividades comunistas clandestinas.

### Carrera
En 1933, se mudó a Shanghái, donde se unió a la Liga de Escritores de Izquierda y se hizo amiga de la periodista estadounidense Agnes Smedley. Más tarde ese mismo año regresó a la Universidad de Yenching por invitación de Edgar Snow, quien tradujo una de las novelas de Yang al inglés. En 1935, Yang Gang tradujo al chino la novela Orgullo y prejuicio de Jane Austen, que fue publicada por Commercial Press. En 1936, Yang y su esposo trabajaron juntos para la revista Conocimiento Popular (大众知识) dirigida por el historiador Gu Jiegang.
Después del Incidente del Puente de Marco Polo en 1937 y la invasión japonesa de China, Yang Gang se reincorporó al Partido Comunista y a la resistencia antijaponesa. Debido a las diferencias entre Yang y su esposo, la pareja se divorció. Yang se unió al influyente periódico Ta Kung Pao, y se retiró al sur de Hong Kong, mientras que Zheng Kan se fue a la provincia de Fujian. En 1943, Zheng murió en un bombardeo japonés en Yong'an, Fujian.
En Hong Kong, Yang trabajó como reportera para el influyente periódico Ta Kung Pao. Después de que Hong Kong también cayera en manos de los japoneses en 1941, Yang se marchó, junto con el periódico, a Guilin, en la provincia de Guangxi. En 1944 el periódico la envió a los Estados Unidos como su corresponsal, donde permaneció hasta que regresó a China en 1948. De 1945 a 1947 se matriculó en el Radcliffe College de la Universidad de Harvard, donde estudió arte. Durante su estancia en los Estados Unidos, escribió una novela autobiográfica llamada Daughter en inglés, además de redactar artículos y ensayos sobre la forma de vida estadounidense contemporánea. Estos artículos cubrían una amplia variedad de temas que incluían la búsqueda de comunistas encubiertos y el racismo, y se publicaron como una colección en 1951.
Después de la fundación de la República Popular China en 1949, Yang trabajó como secretaria del primer ministro Zhou Enlai y en 1955 se convirtió en editora en jefe adjunta del Diario del Pueblo.

### Suicidio
En 1957, cuando comenzó el movimiento antiderechista, Yang Gang fue nombrada líder número tres del «Grupo de Liderazgo Antiderechista» del Diario del Pueblo. Se vio obligada a participar en la persecución de muchos de sus colegas y amigos que habían sido etiquetados como «derechistas». El 7 de octubre, Yang se suicidó tomando una sobredosis de somníferos. La razón de su suicidio no está clara. Según Hu Qiaomu, fue porque perdió un cuaderno donde anotaba sus pensamientos, lo que temía que la llevara a ser perseguida por la campaña antiderechista. Según John K. Fairbank, quien la conoció personalmente, se suicidó debido a una lesión grave que había sufrido en un accidente automovilístico. Esta opinión es cuestionada por los colegas y amigos personales de Yang, Xiao Qian y Ye Yao, quienes señalaron que su suicidio se produjo solo dos días después de que participara en la sesión de crítica de la famosa escritora Ding Ling, quien acababa de ser despojada de su estatus como representante en el Congreso Nacional del Pueblo, junto con Feng Xuefeng, este hecho fue noticia de primera plana en octubre de 1957.

## Legado
En 1988 el servicio de Idiomas Extranjeros de Beijing publicó en inglés un primer borrador de su novela autobiográfica titulada Daughter: an autobiographical novel (‘Hija: una novela autobiográfica’) y una traducción al chino por la Editorial Popular bajo el título Tiaozhan.

### Obras
- Yang, Gang (1988). Daughter: an autobiographical novel (en inglés) (1.ª edición). Pekín: Foreign Language Press. ISBN 0-8351-1857-6. OCLC 24072849.